# Ховард, Сидни
Сидни Коу Ховард (Говард) (англ. Sidney Coe Howard; 26 июня 1891 — 23 августа 1939) — американский драматург и сценарист. Получил Пулитцеровскую премию в 1925 году и посмертно премию «Оскар» в 1940 году за сценарий к фильму «Унесённые ветром». Это был первый раз, когда посмертный кандидат на какой-либо Оскар получил награду. 
В начале 1920-х годов написал несколько исследований по рабочему движению США.
Сидни Ховард был дважды женат, впервые 1 июня 1922 на Клэр Эймс, с которой он состоял в браке 8 лет. Однако через год после развода, он вторично женился на Леопольде Блейн Демрош. Всего у него было 5 детей (1 ребёнок от первого брака и 4 от другого).
Сидни погиб во время работы на своей ферме в штате Массачусетс (на него упал трактор).

## Избранная фильмография
- 1929 — Заключенный / Condemned
- 1929 — Бульдог Драммонд / Bulldog Drummond
- 1930 — Лотерея / Raffles
- 1931 — Эрроусмит / Arrowsmith
- 1933 — Кристофер Бин / Christopher Bean
- 1940 — Он остался на завтрак / He Stayed for Breakfast